# Bataille d'Old Church
Guerre de Sécession
Batailles
Campagne terrestre
- Wilderness
- Spotsylavnia C.H.
- Yellow Tavern
- Meadow Bridge
- North Anna
- Wilson's Wharf
- Pamunkey
- Haw's Shop
- Totopotomoy Creek
- Old Church
- Cold Harbor
- James River
- Trevilian Station
- Saint Mary's Church

La bataille d'Old Church, aussi connu comme Matadequin Creek, s'est déroulée le 30 mai 1864, dans le cadre de la campagne de l'Overland du lieutenant général de l'Union Ulysses S. Grant contre l'armée du Virginie du Nord du général confédéré Robert E. Lee pendant la guerre de Sécession.
Alors que les armées adverses s'affrontent à Totopotomoy Creek, une division de cavalerie de l'Union, sous les ordres du brigadier général Alfred T. A. Torbert entre en collision avec une brigade de cavalerie commandée par le brigadier général Matthew C. Butler à Matadequin Creek, près du carrefour d'Old Church. Après un combat vif démonté, les confédérés en infériorité numérique sont ramenés à moins 2,4 kilomètres (1,5 mile) d'Old Cold Harbor, qui précède la capture par l'Union de cet important carrefour le jour suivant.

## Contexte

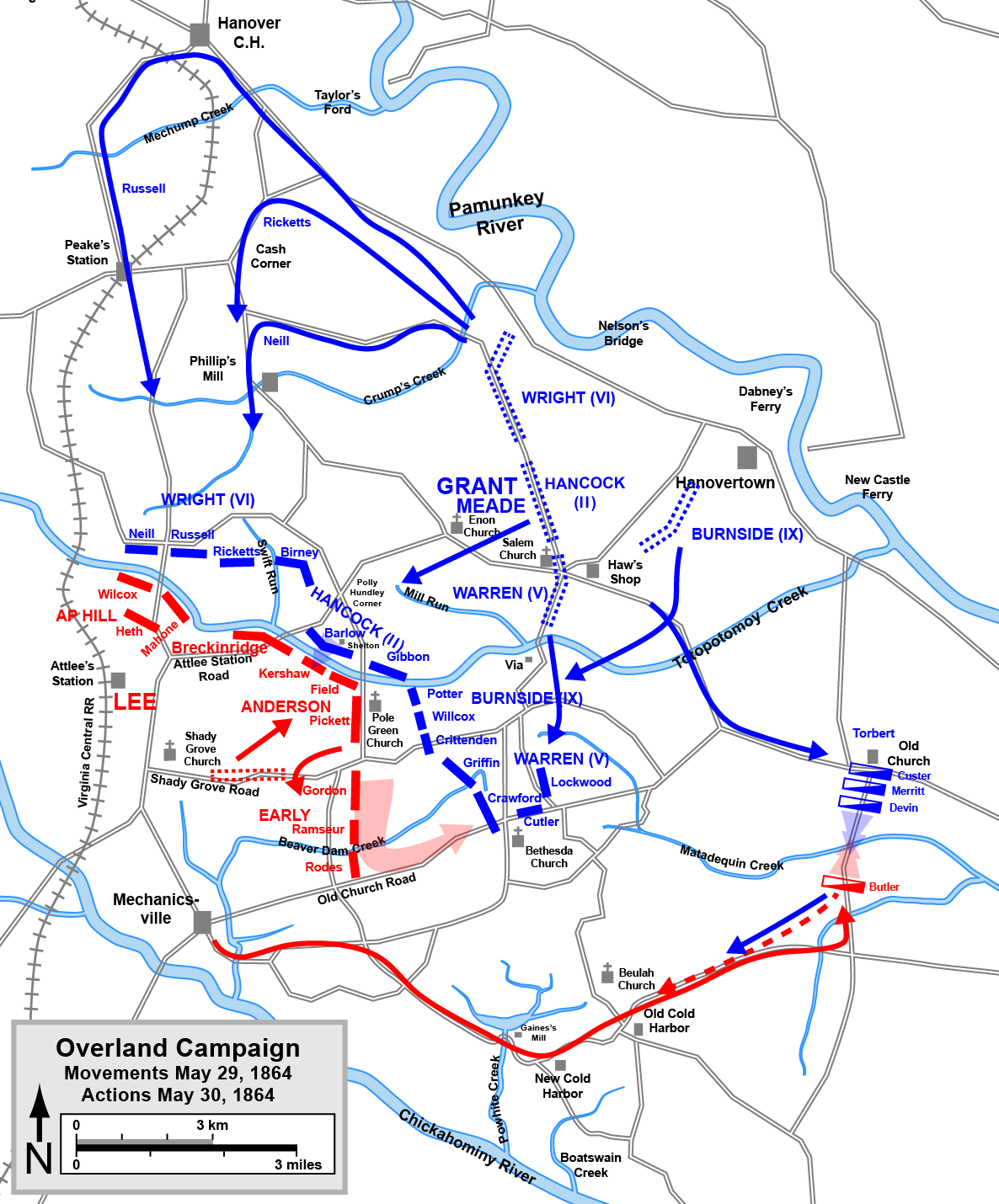
Les mouvements lors de la campagne de l'Overland, le 29 mai 1864-, et les actions du 30 mai 1864 (les batailles de Bethesda Church et d'Old Church)
Confédération
Union

Alors que l'infanterie des deux armées combattent à la bataille de Bethesda Church le 30 mai, le major général Philip Sheridan, le commandant du corps de cavalerie de l'Union, commence à recevoir des demandes d'aide de la part du major général Gouverneur K. Warren, commandant du V corps, qui craint que sa position isolée avancée sur le flanc gauche de l'armée de l'Union ne le mette en position délicate. Le corps de cavalerie campe près du champ de bataille de Haw's Shop, concentré dans la zone de protection du réseau routier qui mène à la  base de ravitaillement de White House sur la rivière Pamunkey et le New Castle Ferry, une zone à travers laquelle les renforts du XVIII corps du major général William F. « Baldy » Smith sont amenés à emprunter. Sheridan ne porte au départ que peu d'attention aux demandes de Warren parce qu'il nourrit une certaine rancœur liée au différend qu'ont eu les deux généraux au début de la bataille de Spotsylvania Court House. Le major général George G. Meade, commandant de l'armée du Potomac, s'est également affronté souvent à Sheridan et Warren et, par conséquent, reste en dehors de ce différend entre les ces derniers. Toutefois, comme les demandes de Warren deviennent de plus en plus insistantes, Sheridan accepte de couvrir les routes menant au flanc gauche de Warren, confiant la tâche à sa division commandée par le brigadier général Alfred T. A. Torbert. Torbert délègue la responsabilité de la brigade au colonel Thomas C. Devin, qui campe au carrefour d'Old Church. Alors que les instructions sont transmises par cette chaîne de commandement, ils deviennent illisibles. Plutôt que d'effectuer des patrouilles sur la route d'Old Chuch vers l'ouest comme le souhaite Warren, Devin croit comprendre qu'il doit mettre des piquets sur la route de Bottoms Bridge menant vers le sud vers Old Cold Harbor. Il place sa brigade dans une bonne position défensive sur la rive nord du Matadequin Creek et envoie un escadron du 17th Pennsylvania Cavalry sur une position avancée à ferme Barker, au sud du ruisseau.
Pendant ce temps, à l'insu de Sheridan, Robert E. Lee est préoccupé par l'intersection cruciale de la route à Old Cold Harbor, à seulement six kilomètres de la capitale confédérée de Richmond. Il envoie la brigade du brigadier général Matthieu C. Butler de 2 000 soldats de Mechanicsville pour déterminer si l'intersection est menacée. Butler prend avec lui les régiments du 4th et le 5th South Carolina Cavalry de sa propre brigade (en laissant derrière le 6th South Carolina, qu'il considère trop inexpérimenté) et la petite brigade du brigadier général Martin W. Gary, qui se compose seulement du 7th South Carolina Cavalry. La cavalerie confédérée part en milieu de matinée, le 30 mai et arrive près de la ferme Barker entre 13 et 14 heures.

## Bataille
Les tirailleurs de la brigade de Butler repoussent facilement l'escadron de pennsylvanians sur le Matadequin Creek. Devin envoie les deux escadrons du 17th Pennsylvania et le commandant Coe Durland les mène dans une charge qui restaure la ligne de piquets d'origine de l'Union. Supposant qu'il n'y a devant lui qu'une force symbolique, Devin ne fournit pas plus de renforts. Toutefois, à 15 heures, une attaque par la force principale de Butler submerge les piquets de l'Union, qui mènent une action de retardement vigoureuse pour éviter la traversée du ruisseau par les caroliniens du sud. Devin déploie deux régiments supplémentaires de chaque côté des pennsylvanians - le 6th New York sur la droite et le 9th New York sur la gauche. Butler déploie le 4th South Carolina à l'ouest de la route, en face du 6th New York, et le 5th South Carolina à l'est, faisant face au 9th New York. Il laisse le 7th South Carolina en réserve.
Alors que Torbert observe la scène, il réalise que trois régiments seront insuffisants pour résister à la brigade confédérée, il ordonne donc au reste de sa division de déplacer vers le haut. La brigade de réserve du brigadier général Wesley Merritt est la première à arriver, et son régiment, le 2nd U.S. Cavalry, remplace le 17th Pennsylvania, qui manque de munitions au centre de la ligne. Sur l'extrémité droite de la ligne de l'Union, le 6th New York et le 2nd U.S. repoussent le 4th South Carolina, qui est rapidement renforcé par le Charleston Light Dragoons. Les confédérés construisent des parapets avec des rondins de bois pris dans le ferme de Liggan. À l'extrémité gauche, le 9th New York rencontre une forte résistance de la part du 5th South Carolina, qui est protégé par les berges de 12 mètres (40 pieds) du Matadequin. Merritt tente de déborder les positions confédérées avec le 6th Pennsylvania Cavalry, commandé par le capitaine Charles L. Leiper. Bien qu'ils réussissent à traverser le ruisseau sur la gauche du 9th New York, ils sont arrêtés lors d'un combat au corps à corps sévère avec les caroliniens du sud et Leiper est grièvement blessé.
L'impasse est brisée par l'arrivée de la brigade de l'Union commandée par le brigadier général George A. Custer. Il déploie son 5th Michigan sur la droite de la route de Bottoms Bridge, le 1st et le 7th Michigan sur la gauche, et le 6th Michigan en réserve. Leur attaque flanque les confédérés aux deux extrémités de la ligne. Alors que les hommes de Butler fuient vers l'arrière, son régiment de réserve, le 7th South Carolina, contre-attaque dans une tentative de maintenir la ligne. Le nombre et de la puissance de feu supérieurs de l'Union - les hommes du Michigan sont armés avec des fusils à répétition Spencer et Torbert a déployé l'artillerie à cheval, une arme dont Butler ne dispose pas - scelle la journée. Bien que presque tous les combats de la bataille sont livrés démontés, le colonel Frank A. Haskell et le commandant Edward M. Boykin (cousin de la célèbre diariste confédérée, Marie Chesnut) mènent le 7th à cheval, et les deux sont grièvement blessés lors de la charge. Le 20th Georgia Battalion arrive à la fin de la bataille et est presque submergé par leurs camarades à cheval chevauchant au loin. Les soldats de l'Union poursuivent les confédérés qui retraitent avec enthousiasme. Butler rallie finalement ses hommes à Old Cold Harbor et les hommes de Torbert bivouaquent à environ 2,4 kilomètres (1,5 mile) au nord-est de l'intersection.

## Conséquences
Bien que Butler a recueilli les informations nécessaires à Robert E. Lee, pour la deuxième fois en trois jours - Haw's Shop et Matadequin Creek - la cavalerie confédérée est repoussée par ses homologues de l'Union, et dans les deux cas, la brigade de Custer a fourni l'essentiel de la force nécessaire pour l'emporter. Les pertes sont d'environ 90 du côté de l'Union, 188 pour les confédérés. La porte est ouverte pour que Sheridan capture l'important carrefour d'Old Church Harbor le lendemain, ouvrant la sanglante bataille de Cold Harbor.